# Hiroshi Shimizu
Hiroshi Shimizu (ur. 26 maja 1964 w Kioto) – japoński reżyser.
Ma w swoim dorobku zaledwie dwa filmy – Ikinai (1998) oraz Chicken Heart (2002) – zostały one jednak docenione. Do drugiego z tych orazów napisał również scenariusz.
Asystował przy reżyserowaniu czterech filmów Takeshiego Kitano: Kids Return (1996), Hana-bi (1997), Kikujiro (1999), Brother (2000).